# Mack Daddy
Mack Daddy é um álbum de estúdio de Sir Mix-a-Lot lançado em 1994.

## Faixas
1. "One Time's Got No Case" 4:17
2. "Mack Daddy" 4:22
3. "Baby Got Back" 4:22
4. "Swap Meet Louie" 4:31
5. "Seattle Ain't Bullshittin'" 5:33
6. "Lockjaw" 4:19
7. "The Boss is Back" 4:15
8. "Testarossa" 5:08
9. "A Rapper's Reputation" 5:02
10. "Sprung on the Cat" 4:30
11. "The Jack Back" 4:56
12. "I'm Your New God" 4:43
13. "No Holds Barred" 4:05